# 铜州 (辽朝)
铜州，辽朝时设置州。
天显四年（929年）遼國迁渤海國铜州（今黑龙江省宁安市）百姓，设铜州广利军刺史于析木县（今辽宁省海城市东南44里析木镇析木城）。天庆六年（1116年）金朝得到铜州，皇统三年（1143年）废铜州为析木县，属于海州。